# Лукул
Луций Лициний Лукул (на латински: Lucius Licinius Lucullus) е виден римски политик през късната Римска република. В кулминацията на повече от 20-те си години на почти непрекъсната военна и административна служба, се превръща в основен завоевател на източните царства по времето на Третата Митридатова война. Показва забележителни умения на пълководец и тактик в разнообразни ситуации, които най-добре си проличават в обсадата на Кизик (73 – 72 пр.н.е.) и в битката при Тигранакерт (провела се в Армения през 69 пр.н.е.). Неговия стил на командване получава необичайно внимание от древните военни експерти и неговите военни кампании, изглежда са изучавани като пример за изключително умело водене на битките. Неговия съперник Помпей, нарича Лукул полу на шега – „Ксеркс в тога“. Лукул е от партията на оптиматите и е в близки отношения с Луций Корнелий Сула.
Лукул се завръща в Рим от изтока с толкова много пленена плячка, че не можело да се изчисли стойността и. Изсипва огромни суми в частни сгради, агрономство, животновъдство и аквакултурни проекти, които шокирали и изумявали съвременниците му с размерите си. Лукул е изключително добре образован и показва силен интерес към литературата и философията още от младините си. Също така щедро подпомага изкуствата и науките, преустройва свое фамилно имение в Тускулум в хотелско-библиотечен комплекс за учени и философи. Притежава колекция от ръкописи, която била достъпна за всеки. Строи известите градини horti Lucullani на хълма Пинчо в Рим. Лукул умира през зимата на 57 – 56 пр.н.е. Погребан е семейното имение близо до Тускулум.

## Първоизточници
Лукул е един от хората, признати за велики личности в римската история и винаги е включван в биографичните колекции за водещите военачалници и политици, които водят началото си от биографичния сборник на известните римляни, публикуван от съвременника му Марк Теренций Варон. Две биографии на Лукул са оцелели до днес. Първата е на Плутарх – Живота на Лукул в известните Паралелни животописи, в тях живота му е описан заедно с този на атинския аристократ, политик и стратег Кимон. Втората е написаната на латински Liber de viris illustribus от по-късен и неизвестен автор. Но главния първоизточник и за двете изглежда е Варон.

## Семейство и ранна кариера
Роден е в Рим, член на видния род Лицинии, внук е на консула Луций Лукул и син на Луций Лициний Лукул претор през 104 пр.н.е., който е обвинен за присвоявания и злоупотреби през 102 пр.н.е., които извършил по време на управлението си на Сицилия (103 пр.н.е.).
Семейството на майка му Цецилия Метела Калва е едно от най-могъщите сред плебеите нобили и е в разгара на своя успех и влияние през последната четвърт на II век пр.н.е., когато е роден Лукул. Калва е най-младото дете на Луций Цецилий Метел Калв (консул през 142 пр.н.е. и цензор през 115 – 114 пр.н.е.) и е сестра на двама от най-важните членове на оптиматите в този период, Квинт Цецилий Метел Нумидийски и Луций Цецилий Метел Далматик (баща на Цецилия Метела Далматика, трета жена на Сула).
Лукул е женен за Клодия, най-малката сестра на Публий Клодий Пулхер, с която през 66 пр.н.е. се развежда. По-късно се жени за Сервилия, по-млада сестра на Сервилия Цепиона и Катон. С нея имат един син.

### Съюзническа и Първа Митридатова войни
Първата известна военна служба на Лукул е като военен трибун в армията на Сула в Кампания по времето на Съюзническата война, където се отличава със смелост и интелект.
Лукул е избран за квестор през зимата на 89 – 88 пр.н.е. в същата година в която Сула е избран за консул заедно със своя приятел Квинт Помпей Руф, чиито син е женен за най-възрастната дъщеря на Сула – Корнелия. Лукул вероятно е квесторът посочен като единствения офицер в армията на Сула, който е достатъчно смел и има достатъчно здрави нерви за да го придружи, когато той навлиза в Рим. През есента на същата година Сула изпраща Лукул към Гърция за да командва войната срещу Митридат VI от негово име.

#### 86 – 85 пр.н.е
Тъй като морската блокада над Атина върви към успешна развръзка, стратегическото внимание на Сула се фокусира над бъдещите операции срещу главните понтийски сили и в борбата срещу Митридат за контрол на морските пътища. Той изпраща Лукул да събере колкото е възможно повече кораби от съюзниците на Рим по протежението на източното крайбрежие на Средиземно море, като начало към Кирена и Елинистически Египет. Лукул тръгва от Пирея в средата на зимата 87 – 86 пр.н.е. с три гръцки миопарони (малък боен кораб, с един ред гребла) и три леки родоски биреми, като се надява да избегне господстващата над морето понтийска флота и техните съюзници пирати със скорост и като се възползва от лошите метеорологични условия. Първоначално минава през Крит и успява да го спечели на страната на римляните. От там преминава морето и достига до Кирена, известната елинска колония в Африка е в ужасно състояние след яростната и изтощителна гражданска война с продължителност близо седем години. Пристигането на Лукул изглежда слага малко позакъснял край на конфликта, като първото официално римско присъствие там от напускането на проконсула Гай Клавдий Пулхер, който контролира първото административно обединяване с Римската република през 94 пр.н.е.
Лукул побеждава понтийския адмирал Неоптолем в битката при Тенедос и премахва морската защита на Хелеспонт. Тази победа помага на Сула да премине през Егейско море и да достигне до Азия. След войната Лукул остава в Азия с цел събирането на финансовите наказания, наложени на провинцията заради въстанието ѝ. Той се справя с тази задача, без да прилага жестокост и насилие.

## Обратно в Рим
През 80 пр.н.е. Лукул се завръща в Рим и е назначен за едил за 79 пр.н.е., заедно с брат си Марк Теренций Варон Лукул – двамата организират разкошни игри.
Най-неясната част от публичната кариера на Лукул е годината, която прекарва като претор в Рим, следвана от управлението му на Африка, което вероятно е продължило две години, както е обичайно за тази провинция в периода след като Сула взима властта. В биографията му от Плутарх този период от живота му 78 – 75 пр.н.е. е напълно пренебрегнат, прескача се направо от смъртта на Сула към консулството му. Цицерон накратко споменава преторството му, следвано от управлението му на Африка, докато в оцелялата биография на латински много кратко се споменава, че „управлява Африка с най-висока степен на справедливост“. Управлението му на Африка е показателно за това как Лукул се справя с обикновени и не чак толкова бляскави административни задължения по времето на публичната си кариера, а и предвид факта че е известен с филелинизма (филелинизъм – обич към гърците и гръцката култура) си, показва че за него не е проблем да отнася с уважение към поданици които не са от гръцката култура.
С оглед на по-горното, ранната му кариера показва неговия политически традиционализъм за разлика от негови съвременници като Цицерон и Помпей; първият, винаги имал силно желание да избегне административна отговорност от всякакъв вид в провинциите, докато Помпей отхвърлял всеки аспект на една нормална кариера, търсейки да поеме военно командване при всяка възможност докато от друга страна отказвал нормални административни задължения в мирните провинции.
Две други събития намират място в биографията му, които се случват през 76 или 75 пр.н.е. и следват завръщането му от Африка: бракът му с Клодия най-младата дъщеря на Апий Клавдий Пулхер и закупуването на вила на нос Мизенум от най-възрастната и изключително алчна дъщеря на Сула – Корнелия.

### Консул
Сула посвещава част от мемоарите си на Лукул и след смъртта си го посочва като настойник на децата си Фауст и Корнелия Фауста, като предпочита него пред Помпей. Това изглежда е първата причина за отчуждаване и завист между двамата. Малко след това през 74 пр.н.е. Лукулк става консул заедно с Марк Аврелий Кота (чичо на Юлий Цезар).
Първоначално му е дадена Цизалпийска Галия. Колегата му Кота е начело на Витиния (която става римска територия след смъртта на Никомед III). В това време Митридат VI започва нова война. Назначавайки себе си за проконсул на Киликия на мястото на починалия управител, Лукул получава командването срещу Митридат в Третата Митридатова война. Той започва война по суша, докато другия консул Кота е начело на флота.

## Война срещу Митридат
След пристигането си на изток Лукул се приготвя от своята провинция да помогне на Кота, който е обсаден във Витиния. Подгонва армията на Митридат и му нанася големи поражения. След това Лукул събира флот от гръцките градове в Азия, на която поема командването. С тази флота през 73 пр.н.е. побеждава понтийските морските сили в морската битка при Лемнос, карайки Митридат да се завърне в Понт. Лукул нахлува в Понт, като е внимателен спрямо директна битка с армията на Митридат имайки предвид силната конница на врага. Но след няколко малки битки най-накрая го побеждава в битката при Кабира (Cabira, в днешна Турция). Той не продължава да преследва Митридат веднага, вместо това завършва завладяването на Понтийското царство и въдворява ред в Азия. Опитите му за реформиране на алчната администрация на провинцията, го прави изключително непопулярен сред влиятелните публикани в Рим.
През 70 пр.н.е. Митридат бяга в Армения при своя зет Тигран Велики. Лукул праща пратеници с искане той да му бъде предаден. Искането към арменския владетел Тигран II е толкова безцеремонно, че остават съмнения дали Лукул не иска целенасочено да провокира война. Лукул навлиза в Армения през 69 пр.н.е. и е почти сигурно, че го извършва без законното позволение на Сената. Първата му цел е новата имперска столица Тигранакерт, някъде по границата на Южна Армения (точното място на града е неизвестно). Изминава доста път преди някой да се осмели да съобщи за нахлуването му на арменския владетел (позовавайки се на римските историци, човека, който пръв се осмелил да донесе новините за внезапната атака на римляните е екзекутиран). Тигран отговаря като оставя малък гарнизон в града и се изтегля при основната си армия. Въпреки че Лукул няма достатъчно хора за пълна обсада на града той започва с блокадата чакайки арменския цар да се завърне. Митрадат, който е на прага на навлизане в Понт настоява Тигран да избегне битка, но виждайки малките размери на римската армия – „твърде малко за армия, прекалено много за посолство“, той отхвърля този съвет. Битката при Тигранакерт е една от многото битки, които Лукул води по времето на своята кариера и завършва със смазваща победа на римляните. Тигран с остатъците от армията си е принуден да се оттегли на север и да се присъедини към Митридат.
Лукул сега е изправен пред реален проблем. Победата при Тигранакерт унищожила по-голямата част от войските на Тигран в южната част на владенията му, но не помага за приключване на войната. След като прекарва зимата на 69 – 68 пр.н.е. в южната част на Армения, Лукул прави опит да завземе старата столица Арташат. Тази кампания ще да завърши с неуспех. Лукул държи на строгата дисциплина и започва да губи подкрепа от своята войска. Също така е на прага да загуби и командването на войната, когато Квинт Марций Рекс е назначен за проконсул на Киликия, което значело че Рекс ще поеме контрола над провинцията през 67 пр.н.е. Лукул вече е загубил контрола си над провинцията в Азия, която е отдалечена от зоната му на действие, но за момента все още остава командващ на войната на изток.
Настъпването към Арташат (лятото на 68 пр.н.е.) има за цел да провокира последна голяма битка. Още веднъж Тигран се поддава на провокацията и още веднъж е разгромен от Лукул. Лукул провежда тази кампания твърде късно през годината, зимният сезон настъпва по-рано в арменските плата. Обезсърчен от тежкия терен в територията на Северна Армения и виждайки влошаващият се морал на войниците си, той се връща обратно на юг. През късната есен римляните превземат град Нисибис (Nisibis), главният град-крепост в Северна Месопотамия.
По време на зимата през 68 – 67 пр.н.е. в Нисибис, авторитетът пред армията му е силно подкопан от действията на шурея му Публий Клодий Пулхер, който очевидно действа в полза на Помпей. Изтощителната кампания и трудностите, които войските на Лукул търпят през годините в съчетание с липсата на печалби от плячкосване оказвало влияние над войниците и те постепенно стават непокорни. Въпреки продължаващите си успехи в битките, Лукул все още не е пленил нито един от монарсите и окуражавани от Пулхер войниците вдигат бунт и отказват да продължат войната, но са съгласни да защитават завзети ключови позиции.
През 66 пр.н.е след машинациите на Помпей и поддръжниците му, сената го изпраща да поеме командването на изток. За Лукул не остава друг вариант освен да се върне в Рим, а за Помпей просто остава да довърши наполовина свършеното от Лукул.

## Последни години
Действията против него продължават и след завръщането му. В негово отсъствие Помпей безсрамно е присвоил грижата за децата на Сула в противоречие със завещанието на баща им. Сега когато Помпей го няма неговия близък политически съюзник Гай Мемий координира опозиция срещу Лукул, който настоява да получи триумф. Речите, които Мемий държи de triumpho Luculli Asiatico и враждата на Помпей срещу Лукул се оказват толкова ефективни, че се използва закон (lex curiata), който позволява триумфа да се отложи с три години. В този период Лукул е принуден да живее извън помериума, което намалява участието му в политиката.
Лукул използва огромните богатства натрупани по време на войната на изток да живее в разкош. Запознава се в завоюваните персийски градове градинското изкуство и издига прекрасни градини извън Рим, притежава украсени с ценни скулптури вили около Тускулум и Неапол. Една от вилите близо до Неапол включва езера за развъждане на риба и изкуствени разширения на жилищното пространство над морето.
Ликул най-накрая получава триумфа си през 63 пр.н.е., благодарение до известна степен и на политическата подкрепа на Катон и Цицерон. Триумфът му ще се помни най-вече с украсяването на Цирк Фламиний с бойни машини и с ръцете на враговете срещу които се е изправял по време на кампаниите си.

## Гастроном
Лукул е познавач на вкуса, толкова известен става с банкетите си, че и сега се казва „лукулски вкусове“ и думата „lucullan“ сега означава разточителен, луксозен и деликатес. Също и десертът „Лукулус“ е кръстен на него.
Веднъж Цицерон и Помпей успяват да си организират вечеря с Лукул, но са любопитни да видят каква храна яде Лукул, когато е сам и му забраняват да изпрати вест до слугите си, че ще има гости за да не се готви предварително за тях. Въпреки това Лукул ги надхитрява. Той нарежда на слугите си да сервират вечерята в „стаята на Аполон“, но слугите му са предварително инструктирани и обучени точно какво да готвят и сервират за всяка една различна трапезария. Цицерон и Помпей са нагостени с възможно най-луксозни и разнообразни ястия. Също така Лукул е отговорен за донасянето на първите череши и кайсии в Рим.